# Hypophthalmichthys
Hypophthalmichthys é um género de peixe de água doce da família dos ciprinídeos, nativa da China.

## Taxonomia
Há 3 espécies no género Hypophthalmichthys:
- H. harmandi
- H. molitrix (Carpa-prateada)
- H. nobilis (Carpa-cabeçuda)